# Marstallstraße (Riga)

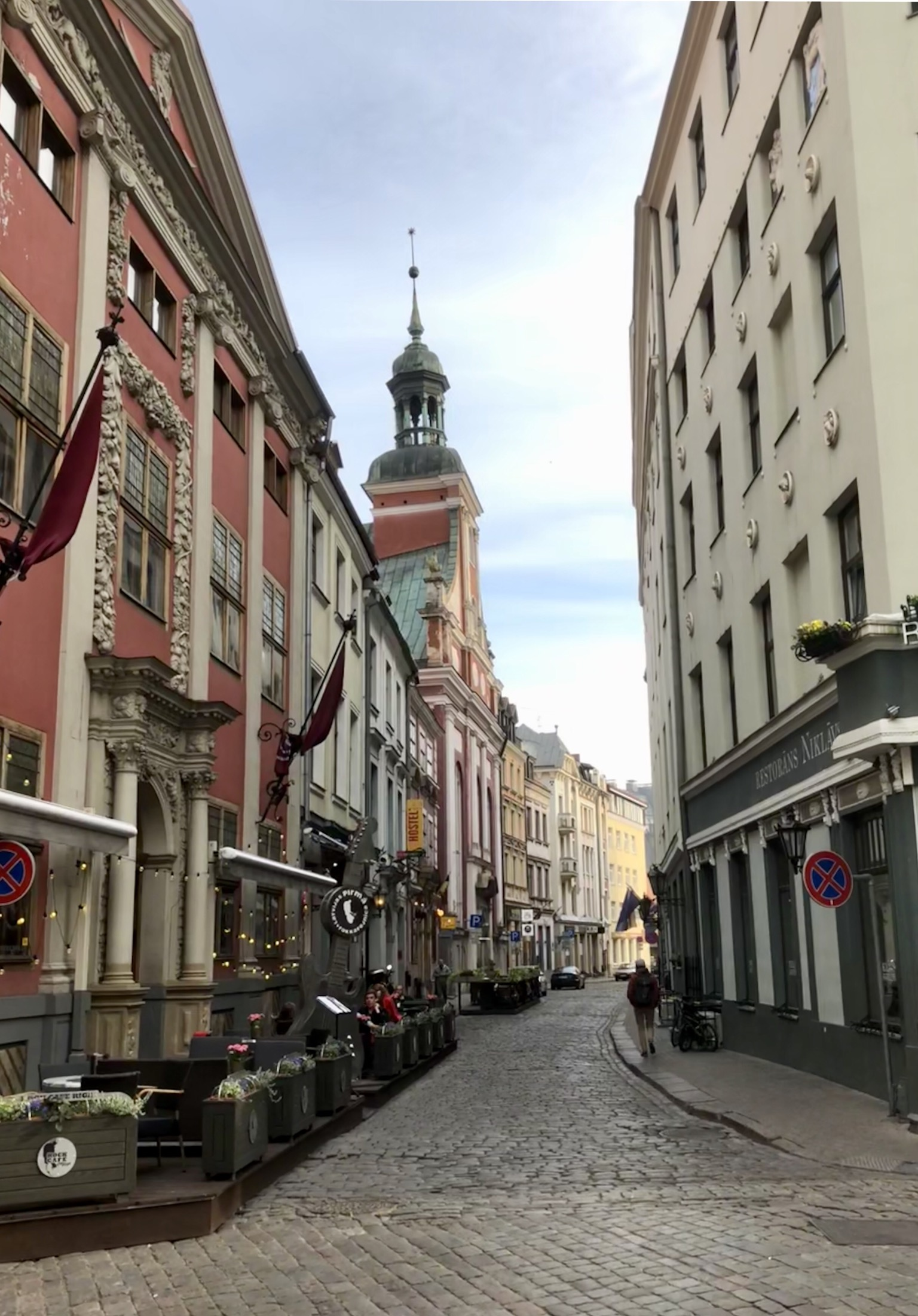
Marstallstraße, Blick von Norden aus der Sünderstraße, links das Reuternsche Haus, in der Bildmitte die Reformationskirche

Die Marstallstraße (lettisch Mārstaļu iela) ist eine Straße in der lettischen Hauptstadt Riga.
Sie liegt in der Rigaer Altstadt und führt von der Kreuzung mit der Sünderstraße (Grēcinieku iela) und der Weberstraße (Audēju iela) nach Südwesten, quert die Herrenstraße (Kungu iela), bis sie nach einem Verlauf von etwa 280 Metern auf die Straße Damm des 11. November (11. novembra krastmala) an der Düna trifft.
Die Straße besteht seit dem 13. Jahrhundert, seit 1415 ist der Name Marstallstraße, nach hier damals befindlichen Pferdeställen gebräuchlich.
An der Adresse Marstallstraße 10 befindet sich die Reformierte Kirche und an der Nummer 21 das Dannensternhaus. Ebenfalls denkmalgeschützt ist das von Reuternsche Haus in der Marstallstraße 2, an der Ecke zur Weberstraße.